# Marco Servilio Noniano
Marco Servilio Noniano (¿? - 59) fue un senador romano, cónsul en el año 35.

## Familia
Noniano era hijo de Marco Servilio, quien también había sido cónsul en el año 3. Con su mujer, Considia, tuvieron una hija, que se casó Quinto Marcio Barea Sorano, quien fue consul suffectus en el año 52.

## Carrera política
Noniano fue cónsul en el año 35, junto con Gayo Cestio Galo, siendo Tiberio el emperador en ese momento. Más tarde, con Claudio, fue nombrado procónsul en la provincia romana de África.
Asimismo, fue miembro del importante colegio de los VII Viri Epulones, en Roma.
Sabemos que Noniano escribió sobre su gobierno y otros hechos, aunque sus obras de historia no han sobrevivido. Tácito le alabó como digno de grandes honores y poseedor de gran elocuencia.